# 큰귀밭쥐
큰귀밭쥐(Alticola macrotis)는 비단털쥐과에 속하는 설치류의 일종이다. 몽골과 러시아에서 발견된다.

## 분포 및 서식지
알타이산맥(시베리아 남부)부터 트란스-바이칼 지역까지 그리고 몽골과 중국 신장 위구르 자치구 북부 지역에 분포한다. 침엽수림과 암반 산악 지대 경사면의 탈락성림과 침엽수림의 혼합림에서 서식한다. 해발 약 2,450m 고도의 암반 고산 지대에서 서식하고 산악 지대의 곡물 식물 주변에서 자주 발견된다.